# Magonia (folclore)

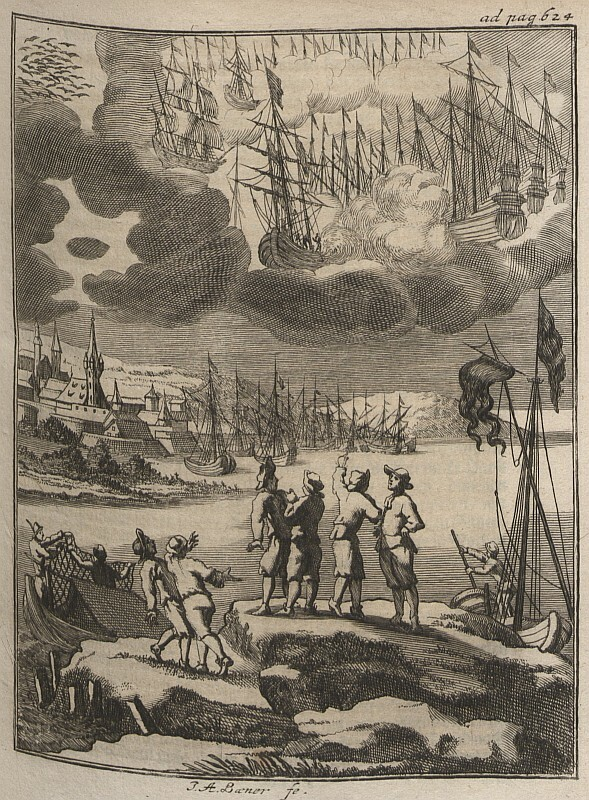
Incisione del 1680 accompagnata da una descrizione di Erasmo Francisci riguardo una battaglia tra navi nel cielo, in riferimento a Magonia, del 1665.

Magonia è un immaginario regno celeste menzionato da un trattato che aveva lo scopo di combattere le superstizioni e la  magia meteorologica scritto nell'815 dal vescovo Agobardo di Lione: Contra insulsam vulgi opinionem de grandine et tonitruis .
Era il luogo di origine di un popolo di pirati dei cieli (i Magonesi) che viaggiavano su "navi nuvola" e usavano la magia meteorologica per creare tempeste di cui si servivano per rubare il raccolto dei campi.
Il trattato di magia di Agobardo in cui si parla di Magonia ci è pervenuto attraverso un unico manoscritto trovato a Lione nel 1605 e in seguito ripubblicato in diverse edizioni.
La descrizione che Agobardo fa dei Magoniani ha ispirato numerosi ufologi, che hanno voluto vedere nel racconto di Agobardo un resoconto di antichi avvistamenti di velivoli alieni. Il periodico britannico di ufologia Magonia prende il nome dal luogo immaginario descritto da Agobardo.